# Spirit in the Sky
«Spirit in the Sky» — пісня норвезького гурту KEiiNO. Вона представляла Норвегію на Євробаченні 2019 у Тель-Авіві, Ізраїль. Пісню виконували в другому півфіналі 16 травня. Вона змогла кваліфікуватися до фіналу. У фіналі вона зайняла 5-те місце та отримала 338 балів.

## Євробачення
Пісня представляла Норвегію на Євробаченні 2019, після того як KEiiNO було обрано через Melodi Grand Prix 2019, музичний конкурс, який відбирає записи Норвегії для пісенного конкурсу Євробачення. 28 січня 2019 року було проведено спеціальний розіграш, який помістив кожну країну в один з двох півфіналів, а також у якій половині шоу вони виступатимуть. Норвегія була розміщена у другому півфіналі, який відбувся 16 травня 2019 року, і виступила у другій половині шоу. Після того, як всі конкуруючі пісні для конкурсу 2019 року були випущені, порядок виконання півфіналів вирішувався виробниками шоу, а не через інший розіграш, так що подібні пісні не розміщувалися поруч один з одним. Норвегія виступила 15-ю і пройшла кваліфікацію до фіналу, який відбувся 18 травня 2019 року. Вона закінчила п'ятим місцем зі 338 балами.

## Трек-лист
| Digital download | Digital download    | Digital download |
| #                | Назва               | Тривалість       |
| ---------------- | ------------------- | ---------------- |
| 1.               | «Spirit in the Sky» | 3:05             |

## Чарти
| Чарт (2019)         | Найвища позиції |
| ------------------- | --------------- |
| Норвегія (VG-lista) | 3               |